# Мігель Прімо де Рівера

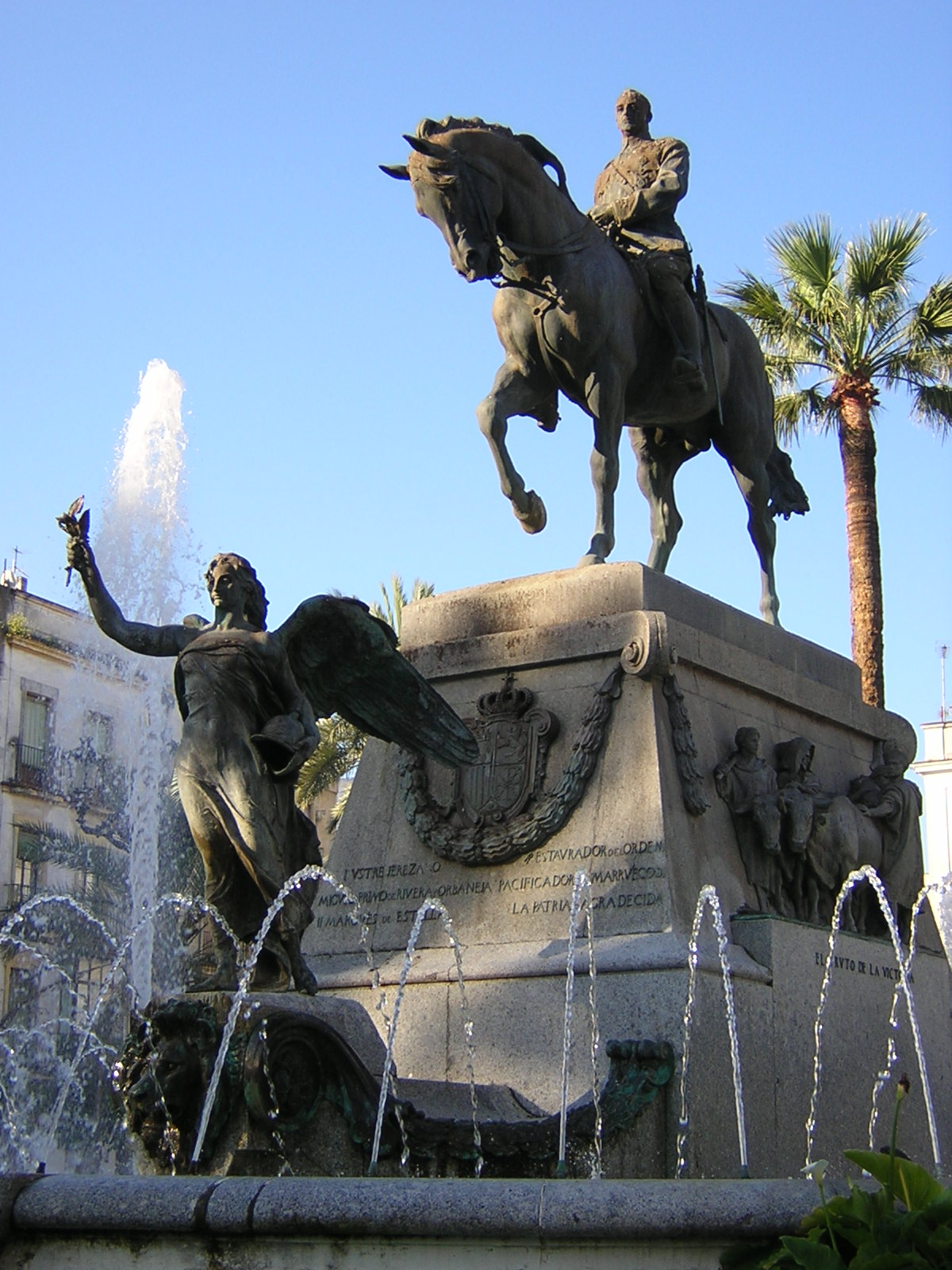
Памятник Мігелю Прімо де Рівера (1929). Площа Аренал, Мадрид

Мігель Прімо де Рівера-і-Орбанеха (ісп. Miguel Primo de Rivera у Orbaneja) маркіз де Естелья (8 січня 1870, Херес-де-ла-Фронтера, Іспанія — 16 березня 1930, Париж, Франція) — іспанський державний діяч, генерал.

## Життєпис
Народився в сім'ї військових, його предки та родичі займали посади військового міністра, фельдмаршала, губернатора Філіппін, віцекороля Ла-Плати. Дядько Мігеля, Фернандо Прімо де Рівера (1831—1921), був останнім генерал-капітаном Філіппін (1880—1883 та 1897—1898).
У віці 14 років вступив у військове училище, потім брав участь у кампаніях в Марокко і на Кубі, служив на Філіппінах, швидко просуваючись по службі. У 1921 році обраний до парламенту, але втратив місце, висловивши незгоду з політикою уряду в Північній Африці. Пізніше був начальником валенсійського, мадридського та барселонського військового округів. На останньому посту, активно беручи участь у боротьбі з анархістами, зблизився з консервативними політиками.
Здійснивши державний переворот 13 вересня 1923 року, очолив уряд і став фактичним диктатором Іспанії. Його дії отримали підтримку як короля Альфонса XIII, так і громадської думки, незадоволеної парламентом, який був не в змозі забезпечити стабільне правління, розв'язати соціальні проблеми країни та завершити війну в Марокко. Прімо де Рівера заявив про свій намір вирішити наболілі соціальні та політичні проблеми, а потім піти у відставку та повернути країну до нормальних конституційних форм правління. Було призупинено дію конституції, розпущено уряд і парламент, введена цензура. За згодою короля створена «військова директорія» на чолі з Прімо де Ріверою. У 1923 році встановив у країні військово-монархічну диктатуру.
Диктатор мав намір вивести війська з Марокко, проте армія чинила опір цьому рішенню, і тоді у вересні 1925 року іспанці в союзі з французькою армією придушили антиколоніальне повстання арабів на чолі з Абд-аль-Карімом і знищили створену ним Рифську республіку.
Прийнято нову конституцію, що поєднала елементи італійського фашизму й іспанського традиціоналізму. Одночасно Прімо де Рівера висунув широку програму громадських робіт і збирався змінити соціальне та трудове законодавство, що принесло йому підтримку соціалістів.
Тим не менш, глобальні проблеми, що стояли перед країною, розв'язати не вдалося. На тлі суспільного невдоволення та у зв'язку з економічною кризою й піднесенням революційного руху Мігель Прімо де Рівера 28 січня 1930 був змушений подати у відставку. Виїхав у Париж, де й помер за 6 тижнів.

## Діти
- Син Хосе Антоніо Прімо де Рівера (1903—1936) — засновник партії Іспанська фаланга.
- Син Мігель Прімо де Рівера (1904—1964) — іспанський юрист, політик і дипломат. Аграрний міністр у 1941—1945 роках, посол Іспанії в США в 1951—1958 роках.
- Дочка Пілар (1907—1991) була до 1977 року керівником жіночої секції Іспанської фаланги.